# تاکاتوشی ماتسوموتو
تاکاتوشی ماتسوموتو (انگلیسی: Takatoshi Matsumoto؛ زادهٔ ۵ سپتامبر ۱۹۸۳) بازیکن فوتبال اهل ژاپن است.
از باشگاه‌هایی که در آن بازی کرده‌است می‌توان به باشگاه فوتبال ویسل کوبه و باشگاه فوتبال توکیو اشاره کرد.